# Bernard Citroën
Pour les articles homonymes, voir Citroën (homonymie).
 (février 2013).
Si vous disposez d'ouvrages ou d'articles de référence ou si vous connaissez des sites web de qualité traitant du thème abordé ici, merci de compléter l'article en donnant les références utiles à sa vérifiabilité et en les liant à la section « Notes et références ».
Bernard Citroën, né le 4 juin 1917 à Paris et mort le 9 août 2002 dans la même ville, est un ingénieur, homme d'affaires et le fils d'André Citroën le fondateur des Automobiles Citroën.

## Études

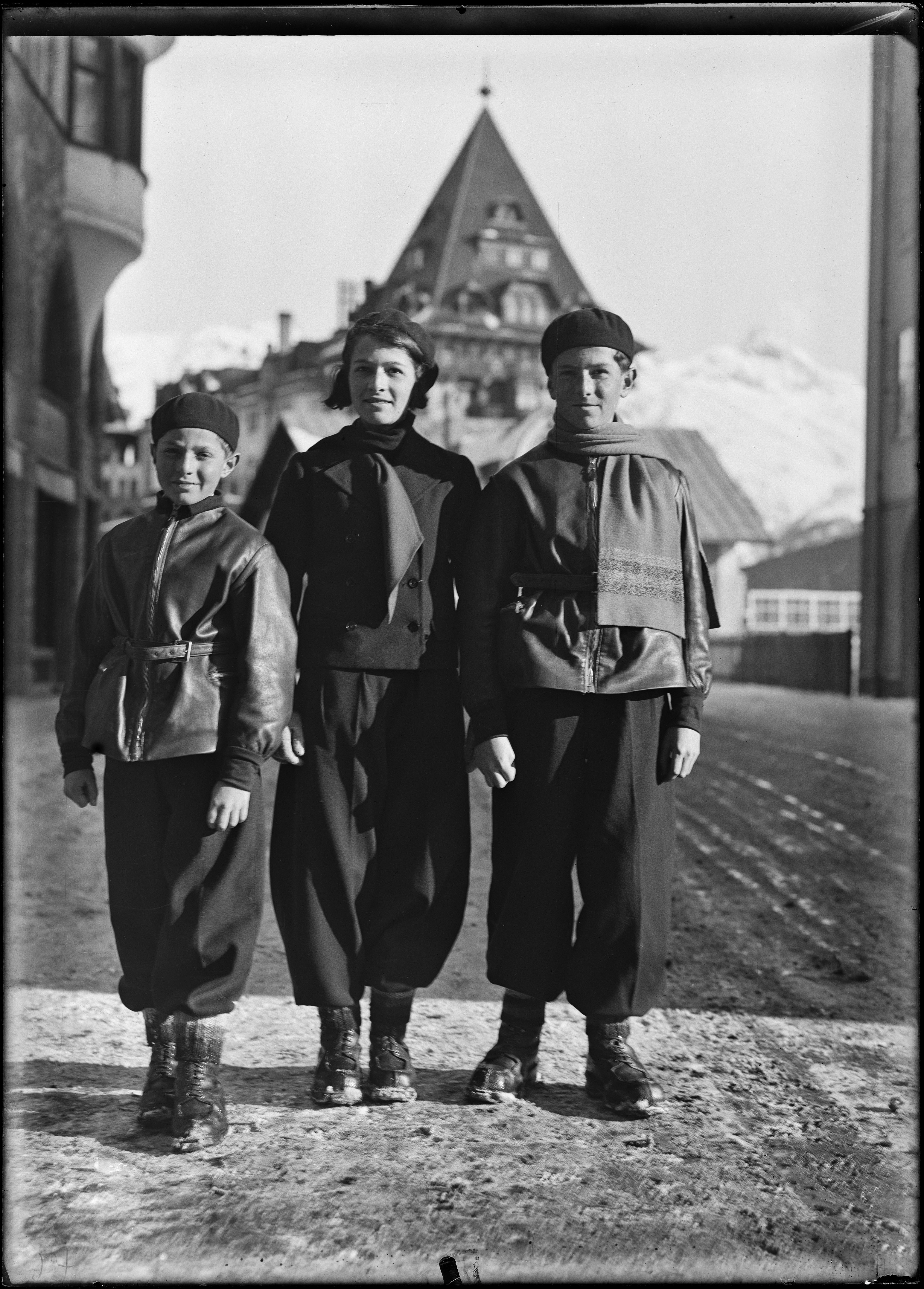
Bernard Citroën avec sa sœur et son frère aux sports d'hiver dans les années 1920.

Son père est André Citroën et sa mère Georgina Bingen. Il est élève du lycée Janson-de-Sailly puis du lycée Saint-Louis et intègre l’École polytechnique en 1937. Il est ensuite diplômé de l’École nationale supérieure du pétrole.

## Carrière
- 1942 : Adjoint au directeur de la Société nationale des pétroles d’Aquitaine (SNPA)
- 1946-1948 : Chargé de mission en Espagne pour le ministère français des Finances
- 1948-1957 : Délégué en Espagne d'aciéries françaises et de la société des Engrenages Citroën
- 1958-1966 : Directeur des ventes puis Conseiller à la direction générale de la SNPA
- 1966-1971 : Détaché en tant que Directeur général d'une filiale au Mexique
- 1971-1982 : Chargé de missions à la SNPA devenue SNEA (société nationale Elf-Aquitaine, 1975)
- 1972-1985 : Conseiller du Commerce extérieur de la France

## Vie associative
- Membre actif, non résidant, de l’Académie du Var (à compter de 1979)
- Membre du Cercle Blaise Pascal
- Membre du comité directeur de l’Association des Français libres
- Membre de la Royal Air Force Association
- Membre des Amitiés de la Résistance
- Président national (1982-91) puis président d’honneur (après 1991) de l’Amicale des forces aériennes françaises libres
- Membre du conseil de l'association Fondation pour la vie
- Membre d'honneur de l'Association du musée du Sable
- 1982 : Membre d’honneur de la Chambre de commerce franco-norvégienne (CCFN)
- 1998 : Membre d'honneur de l'Association des anciens de l'école Citroën

## Vie privée
Bernard Citroën épousa Piroska Szabó (1919-1996). Ils ont eu trois fils : 
- Henri-Jacques qui a 3 enfants, Charles-Henri, Clémentine et Anne-Rosalie.
- Philippe qui a 3 enfants, Charles-André, Laetitia, Gaspard.
- Bernard-Louis.

## Œuvres
- Arlequin Phaéton (comédie)
- La Conjuration de Javel (récit autobiographique)
- Recueils de poèmes
- Nombreux articles dans différentes revues

## Honneurs et distinctions

### Décorations
- Commandeur de la Légion d’honneur
- Croix de guerre 1939-1945
- Médaille des évadés

### Autres distinctions
- 1979 : Premier prix du concours de poésie de l'Académie du Var